# Maghrebijns-Arabisch

Het Arabische taalgebied met de Maghrebijns-Arabische dialecten in blauw

De Maghrebijnse dialecten of Maghrebijns Arabisch is een verzamelnaam voor de dialecten van het Arabisch, die in Marokko (de Westelijke Sahara), Algerije, Tunesië en Libië worden gesproken. Dit gebied wordt de Maghreb genoemd.
De sprekers van deze dialecten noemen hun taal Darija, Arabisch voor dialect.

## Oorsprong
De Maghrebijnse dialecten zijn ontstaan uit het Arabisch, dat zich met de islam vanuit het Arabisch schiereiland over Noord-Afrika verspreidde.
De eerste eeuwen na de islamitische verovering van Noord-Afrika werd in de Maghreb het Arabisch slechts in bepaalde kringen gesproken. De linguïstische arabisering van de Maghreb ging harder in de grotere steden. Het was daar dat de invloed van de staat (en de taal van de staat) het grootst was, daarnaast was het in de steden moeilijker voor de voornamelijk Berberse bevolking om zich vast te houden aan tribale en traditionele tradities. De arabisering van de Maghreb begon serieuze vormen aan te nemen met de komst van bedouïnenstammen, de Banu Hilal, vanaf de 11e eeuw. Leo Africanus schrijft hoe steden als Marrakesh en Oujda in de 16e eeuw nog Berbertalig waren en hoe die steden te lijden hadden onder aanvallen van de Arabische nomaden. Hierbij moet opgemerkt worden dat arabisering (op het gebied van taal) niet betekende dat men zich als Arabieren ging beschouwen. Met de opkomst van het Arabisch nationalisme in de 20e eeuw kwam hier in een korte tijd verandering in.
Maghrebijns-Arabisch valt onder te verdelen in drie groepen: het dialect van de steden, dat van de bergen en het bedoeïnendialect (van de laaglanden). De eerste twee worden vaak gezien als één groep en worden gekenmerkt door een sterke invloed van de Berberse grammatica en fonologie. De laatste groep is het dialect dat verspreid werd door de Banu Hilal, die vanaf zich de 11e eeuw verspreidden over Noord-Afrika. Deze laatste groep wordt gesproken in de laaglanden en in de Sahara, en is de minst stabiele van de verschillende groepen, doordat de verschillende Arabische stammen in Noord-Afrika zich mengden met de aanwezige Berberse stammen. De meest zuivere vorm van het bedoeïenendialect vindt men in de afgelegen vlaktes van de Sahara. Omdat deze dialecten over het algemeen geen officiële status hebben en vooral in de spreektaal worden gebruikt, worden woorden uit naburige talen gemakkelijk overgenomen.
Het Darija verschilt van de andere dialecten van het Arabisch door de sterke invloed van andere talen. Het Maghrebijns Arabisch kent met name invloeden uit het Berbers, Frans en Spaans. De dialecten maakten een aantal onafhankelijke ontwikkelingen door, die mogelijk verklaard kunnen worden uit het Berbers als substraattaal.

## Gebruik
In de landen waar Maghrebijnse dialecten worden gesproken vindt de schriftelijke communicatie meestal plaats in het Modern Standaard-Arabisch. Darija wordt gebruikt in de meeste mondelinge communicatie, in soap-series en op reclameborden in Marokko en Tunesië.

## Taalkundige kenmerken
Hoewel er veel diversiteit in de dialecten is, is er ook een duidelijke eenheid in ten opzichte van andere Arabische dialecten zoals het Egyptisch Arabisch en andere Arabische dialecten van het Midden-Oosten. Een van de kenmerken van Maghrebijnse dialecten is, dat veel klinkers zijn weggevallen, waardoor er ook meer consonantclusters ontstonden. Opvallend is verder de invloed van Berbertalen op deze groep Arabische dialecten.
Alle Maghrebijnse dialecten gebruiken het voorvoegsel n- om de eerste persoon enkelvoud van een werkwoord aan te geven. Daarin verschillen ze van de dialecten van het Midden-Oosten en het standaard Arabisch. Leenwoorden uit het Frans (in Mauritanië, Marokko, Algerije en Tunesië), Spaans (in Marokko) en Italiaans (in Libië) worden als Arabische woorden verbogen.

## Dialecten
Tot de Maghrebijnse dialecten kunnen worden gerekend:
- Andalusisch-Arabisch (uitgestorven)
- Marokkaans-Arabisch
- Algerijns-Arabisch
- Tunesisch-Arabisch
- Libisch-Arabisch
- Siciliaans-Arabisch (uitgestorven)
  - Maltees
- Hassaniya